# Matérialisme et empiriocriticisme
Matérialisme et empiriocriticisme (en russe : Материализм и эмпириокритицизм) est l'un des principaux écrits de Vladimir Ilitch Lénine. Écrit dans la seconde moitié de 1908, il a été publié en 1909 à Moscou. Lénine y expose sa théorie de la connaissance.

## Contexte historique
Ce texte s'inscrit dans la ligne du matérialisme dialectique exprimé, en ce qui concerne la théorie de la connaissance, par Engels dans l'Anti-Dühring.
Comme l'ouvrage d'Engels, qui est une réaction aux positions d'Eugen Dühring, ce livre de Lénine est suscité par une réaction aux théories de certains de ses contemporains auxquelles il s'oppose ou desquelles il diverge.
Très explicitement, l'ouvrage répond à l'empirisme exprimé par le physicien Ernst Mach dans son ouvrage L'analyse des sensations. Le rapport du physique au psychique. Il s'oppose ainsi à l'influence de l'empiriocriticisme sur l'intelligentsia russe dont des marxistes comme Vladimir Bazarov, Alexandre Bogdanov, Anatoli Lounatcharski. Ces derniers veulent en effet réconcilier religion et marxisme pour relancer l'élan révolutionnaire de la masse, affaibli par la révolution de 1905. Ils sont ainsi liés au courant « de la construction de Dieu » qui prône un retour à la thèse de Ludwig Feuerbach selon laquelle l'homme serait Dieu. Leurs écrits, Essai de conception réaliste du monde (1904), Essai de la philosophie marxiste (1908) et Essai de philosophie collective suscitent une forte prégnance dans l'intelligentsia révolutionnaire russe. Lénine reproche aux empiriocriticistes de « renoncer au matérialisme en recourant à une théorie de la connaissance idéaliste ».
Lénine exprime également dans Matérialisme et empiriocriticisme sa divergence par rapport à la conception matérialiste de Georgi Valentinovich Plekhanov. Il voit dans la théorie des hiéroglyphes de Plekhanov une négation de l'objectivité et une impossibilité de connaître les choses elles-mêmes.
Lénine s'oppose à l'immatérialisme de George Berkeley, qui est selon lui la matrice des idéalismes contemporains.

## Critiques
Le scientifique marxiste néerlandais Anton Pannekoek a critiqué cet ouvrage dans son livre Lénine philosophe, livre à propos duquel l'historien des sciences Pascal Charbonnat fait le commentaire suivant : « Il semble que la critique de Pannekoek ait surtout pour but d'exprimer sur le plan philosophique la thèse du capitalisme d'État, au risque d'être en contradiction avec les mots mêmes de Lénine. Ce dernier, en effet ne défend pas une vision physicaliste de la matière. »
De façon polémique, le logicien soviétique Alexandre Zinoviev a déclaré mépriser le livre de Lénine parce que, du point de vue de l'histoire des sciences, Mach, Avenarius ou Bogdanov « ont dix têtes de plus que Lénine, qui les critique ».
L'épistémologue libéral Karl Popper a de son côté exprimé un jugement favorable sur l'essai de Lénine : « Le livre de Lénine sur l'empiriocriticisme est, selon moi, véritablement excellent. » Et il ajoute que « Marx et Lénine écrivaient de manière simple et directe. [Ainsi] Qu'auraient-ils dit du caractère ampoulé des néodialecticiens ? ».

Le physicien italien Carlo Rovelli estime quant à lui que, dans sa polémique avec Mach, c'est Lénine qui est « dualiste ». Pour lui :
La proposition radicale de Mach est de ne pas penser les phénomènes comme des manifestations d'objets, mais de penser les objets comme des nœuds de phénomènes. Ce n'est pas une métaphysique des contenus de la conscience, ainsi que l'interprète Lénine : c'est un pas en arrière par rapport à la métaphysique des objets-en-soi. […] Les phénomènes sont les actions d'une partie du monde naturel sur une autre partie du monde naturel. L'erreur de Lénine a été de confondre cette découverte avec quelque chose qui aurait un rapport avec notre esprit : dans sa polémique contre Mach, c'est lui le dualiste, celui qui ne peut concevoir les phénomènes que comme relatifs à un sujet transcendant.

## Citation
« Lénine, dans Matérialisme et empiriocriticisme (chap. V), remit les choses au point en montrant qu'énergie et matière ne sont pas séparables. L'énergie est matérielle, et le mouvement n'est que le mode d'existence de la matière. En somme les idéalistes interprétaient à l'envers les découvertes de la science. Au moment où celle-ci mettait en évidence des aspects de la matière ignorés jusqu'alors, ils concluaient que la matière n'existe pas, sous prétexte qu'elle n'est pas conforme à l'idée qu'on s'en faisait jadis, quand on croyait que matière et mouvement étaient deux réalités distinctes »

— Georges Politzer, Principes élémentaires de philosophie, 1946.

## Éditions en ligne
- (ru) « Материализм и эмпириокритицизм » [PDF], sur kprf-sverdlovsk.ru (consulté le 11 septembre 2024)
- « Matérialisme et empiriocriticisme », sur marxists.org (consulté le 11 septembre 2024)